# Lubuk Bernai
Lubuk Bernai is een bestuurslaag in het regentschap Tanjung Jabung Barat van de provincie Jambi, Indonesië. Lubuk Bernai telt 4955 inwoners (volkstelling 2010).